# Tizi Ahmed
 (novembre 2016).
Pour les articles homonymes, voir Ahmed.
Tizi Ahmed est un village situé dans la commune de Tichy, dans la Wilaya de Béjaïa, région de Kabylie en Algérie.

## Histoire
Selon certaines sources, l’origine d'Aït-Amrous ou (Tizi Ahmed) remonte à une époque très reculée. Plusieurs familles originaires de Sakiat-El-Hamra près de Fès au Maroc viennent  s'établir aux environs de Bougie (Actuellement Béjaia), À leur arrivée dans le pays, elles se partagèrent en trois factions : l'une d'elles s'installa sous le nom de Taslent près de Toudja, l'autre devint la souche d'une tribu du cercle de Sétif qui se nomme aujourd'hui Illoula-Assoumer, la troisième enfin, sous la conduite d'un certain Amrous, vint asseoir son camp près du col de Tizi-San. En suivant un ruisseau qui se jette dans la méditerranée et se nommant Ighzer n'Jenned, Amrous et quelques familles qui l'avaient suivi découvrirent quelques habitants des lieux. Ils s'allièrent à eux et finirent par former qu'une seule et même tribu sous le nom d'Aït-Amrous. Au passage du maréchal Bugeaud dans les environs de Bougie, vers l’année 1847, les tribus d'Aït-Boumessaoud et d'Aït-Vimoune lui ont fait leurs allégeances devant le chef d'escadron d'état-major commandant supérieur du cercle de bougie. Les Aït-Amrous suivirent peu de jours après. Leur fidélité à la France, ne dura pas beaucoup, puisque en 1865, les Aït-Amrous  se sont laissés gagner par deux Kabyles nommés Saïd Ou Arouch et Mohamed Ou Bakir venus de Takitount pour prendre part à une insurrection armées. Ils se joignirent aux tribus Kabyles insurgées lors de l'attaque du cou de la colonne de Bougie, située près de Cap Aokas et y perdirent quelques hommes. Une pression prompte qu'énergique ne tarda pas à les faire rentrer dans le devoir et la lutte pour la libération du pays.
Le territoire de la tribu des Aït-Amrous est bordé de la méditerranée au nord, de l’Oued Djamaa à l’est et des territoires des Aït-Vimoune jusqu'à celui des Aït-Ouaret Ouali de l’ouest au sud.
Au point de vue topographique, cette superficie se divise en deux grandes parties séparées par une côte où l'on remarque des points culminants d'Adhrar Yahia, d'Adhrar n'Zeqa et le col de Tizi-San. Lors de leur première organisation, les Aït-Amrous ont été divisés en trois fractions sous les noms: Aït-Driss, Aït-Bour'baâoun et Aït-Moussa. La tribu des Aït-Amrous, depuis sa soumission à la France a été subdivisée en trois fractions sous le commandement d'un seul chef investi qui réside au village de Tizi-Ahmed. En ce temps, il y avait chez les Aït Amrous 398 âmes : 108 hommes, 116 femmes et 174 enfants.  Les trois factions des Aït-Amrous ont la même origine, parlent la langue kabyle et sont liées par des intérêts communs depuis des lustres. Elles ont toujours vécus en bonne intelligence et sont en résumé, très désireuses de conserver les limites que la nature a si nettement déterminées. La tribu des Aït-Amrous renferme une population homogène qui a formé un Douar unique qui a succédé à la tribu sous le même nom, sans aucune perturbation et conserve son nom à ce jour. Une portion de son territoire a été concédée par décret impérial, le 26 avril 1862 pour une durée de 90 ans à M Chabannes et M Perex pour l'exploitation du Chêne-liège. Cette concession représente une superficie de plus de 949 Hectares. Une autre concession de plus de 1 hectare a été cédée au M Fabet pour l'exploitation du plâtre par décret impérial du 1er mai 1863.

Depuis le 1er mai 1863 la tribu des Aït Amrous n'a subi aucune modification de territoire.